# Comitato delle isole linguistiche storiche germaniche in Italia
Il Comitato unitario delle Isole linguistiche storiche germaniche in Italia (in tedesco Einheitskomitee der historischen deutschen Sprachinseln in Italien) è una associazione costituita a Luserna/Lusérn (TN) il 25 maggio 2002 con lo scopo di promuovere la lingua e cultura delle isole linguistiche germanofone [più correttamente (art. 2, comma 1, della Legge 15 dicembre 1999, n. 482, recante "Norme in materia di tutela delle minoranze linguistiche storiche"):  "delle popolazioni germaniche"] del Piemonte, della Valle d'Aosta, del Trentino, del Veneto e del Friuli-Venezia Giulia.

## Descrizione
Il Comitato unitario è - come da Statuto - composto dai rappresentanti delle (15) comunità promotrici e dai rappresentanti delle associazioni ed enti delle comunità di lingua e cultura di origine germanica storica in Italia, degli enti locali e delle associazioni ed enti che hanno come scopo principale la tutela e la promozione delle minoranze linguistiche, con sede sia in Italia che all'estero da ammettersi secondo i criteri e le modalità previsti dallo Statuto. Promotore e primo coordinatore (corrispondente a presidente) è stato l'allora sindaco di Luserna e presidente del Centro Documentazione Luserna - Dokumentationszentrum Lusern Luigi Nicolussi Castellan.
Il Comitato costituisce un organismo di coordinamento e di proposta ai sensi dell'art. 3, comma 3, della citata Legge 15 dicembre 1999, n. 482, recante "Norme in materia di tutela delle minoranze linguistiche storiche" e relativo Regolamento di attuazione.. Il Consiglio di Coordinamento (organo esecutivo) viene rinnovato ogni 3 anni. Il Comitato è finanziato con le quote delle associazioni aderenti, da donazioni, dalle entrate per attività (pubblicazioni), da contributi di enti pubblici (in particolare della Regione Trentino-Alto Adige e della Provincia autonoma di Bolzano e di enti privati (in particolare della Fondazione Cassa di Risparmio di Bolzano / Stiftung Südtiroler Sparkasse). Compito principale del Comitato è quello di tutelare e promuovere la lingua e la cultura delle comunità storiche germaniche con i mezzi ritenuti più idonei, anche in collaborazione con altri enti, associazioni e persone in Italia ed in Europa. È obiettivo del Comitato stesso perseguire la piena attuazione della normativa statale ed internazionale riguardante la tutela delle minoranze linguistiche.
L’azione del Comitato unitario si è, nelle varie sedi, estrinsecata con il seguente enunciato: 

"Il Comitato unitario si pone quale entità di rappresentante della società civile [della cui particolare specie – comunità linguistiche storiche germaniche - il Comitato unitario è espressione di rete, così come localmente sono espressioni della società civile le singole comunità] i cui membri sono legati da una comune cultura, da somiglianza se non comunanza di costumi, modi di pensare, di sentire e di agire, accompagnata da un sentimento d’appartenenza forte e condiviso"”.
In relazione al regime di controllo dell'attuazione previste dalla Convenzione europea, artt. 24-26, vedasi la Risoluzione del Comitato dei Ministri del Consiglio d'Europa, dd. 5 luglio 2017, sull’attuazione della Convenzione per la protezione delle minoranze nazionali da parte dell’Italia, IV ciclo di monitoraggio, resa a seguito della IV Opinione sull'Italia del Comitato Consultivo del CoE sulla Convenzione-quadro per la protezione delle minoranze nazionali.
In detta Risoluzione, tra le 'Raccomandazioni da seguire nell’immediato' constano:
 *  migliorare l’accesso delle persone appartenenti alle minoranze nazionali, comprese quelle numericamente inferiori ai programmi radio televisivi di particolare interesse per loro, continuare a fornire sostegno ad uno sviluppo sostenibile dei media della carta stampata pubblicati nelle lingue delle minoranze linguistiche; 
 *  fornire adeguati finanziamenti all’insegnamento delle e nelle lingue delle minoranze nazionali ed assicurare una appropriata presenza di insegnanti qualificati e dotazione di manuali scolastici; riservare particolare attenzione ai bisogni delle persone appartenenti alle minoranze numericamente inferiori. 
 e, tra le 'Altre raccomandazioni', consta: 
 * aumentare il finanziamento di progetti volti a mantenere e sviluppare il patrimonio culturale [nel testo ufficiale in lingua inglese: 'cultural heritage' ('eredità culturale')] delle minoranze linguistiche; riservare particolare attenzione ai bisogni effettivi delle persone appartenenti alle minoranze numericamente inferiori.
Il 22 novembre 2017 il Comitato unitario ha partecipato, presso la Presidenza del Consiglio dei Ministri, Dipartimento per Affari regionali e le autonomie, al convegno “La diversità linguistica in Italia: un patrimonio europeo”, con deposito di propri contributi. Il Convegno - come in invito - è stato qualificato: "evento particolarmente importante che riattiva la Conferenza delle Minoranze linguistiche, Regioni ed Enti locali già costituita nel 2001 con il compito di dare maggiore visibilità e una rispondenza più adeguata alle esigenze di tutela delle minoranze stesse, monitorare lo stato delle singole minoranze linguistiche ed effettuare una analisi sull'applicazione della Legge 15 dicembre 1999 n. 482, a 18 anni dall'entrata in vigore". Nel periodo gennaio-aprile 2018 il Comitato (così come le comunità aderenti) è stato attivamente impegnato nell'azione "Minority SafePack Initiative (in sigla: MSPI) - Un milione di firme per la diversità in Europa" (iniziativa popolare di cittadini europei) cui ha dato significativo impulso il FUEN/FUEV. La XVI assemblea del Comitato si è tenuta nei giorni 1-3 giugno 2018 in Ponte di Formazza / Pumatt (VCO), ospiti della Walserverein Pomatt.